# Jimmy Carr

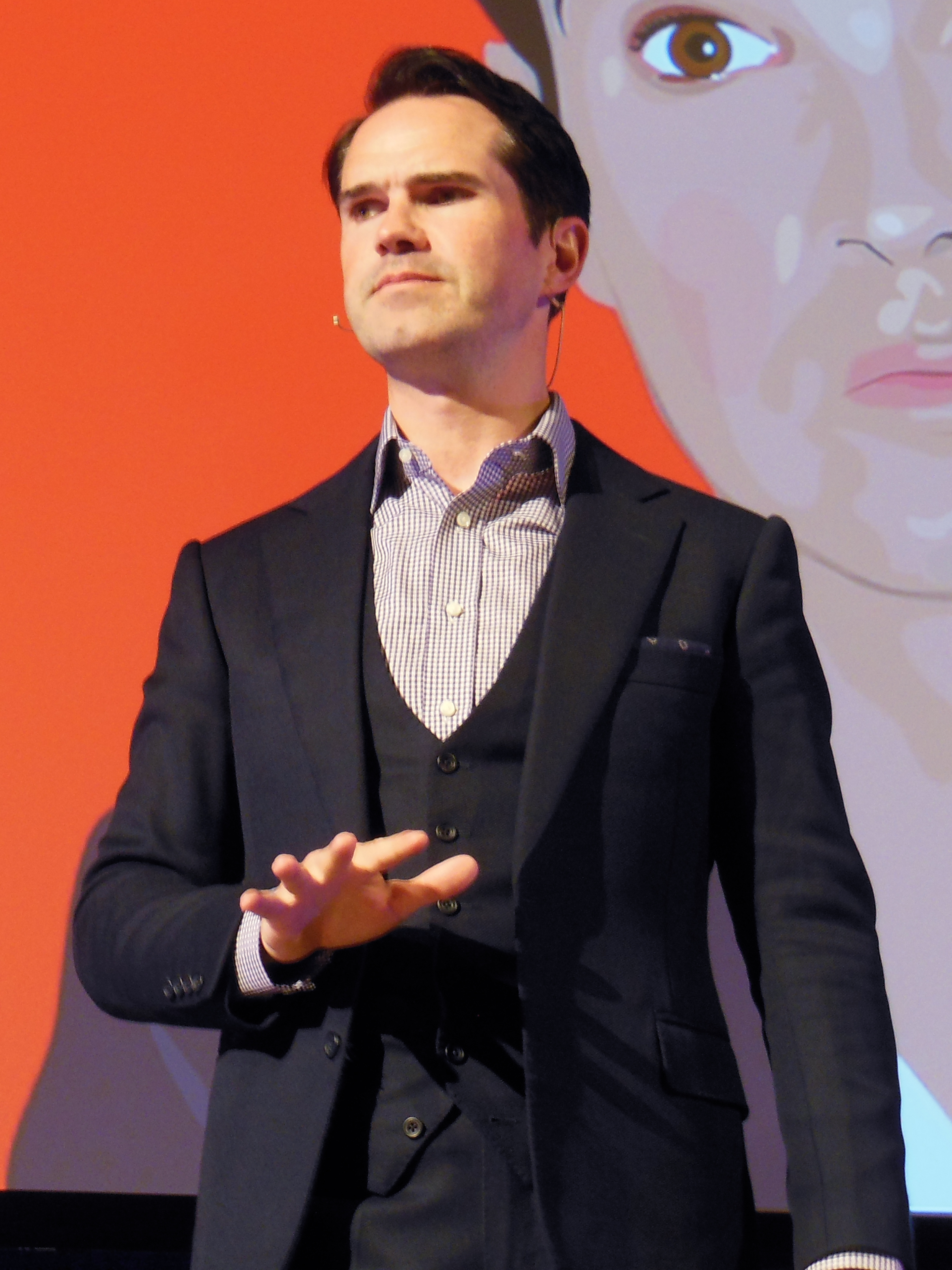
Jimmy Carr, 2015

James Anthony Patrick Carr (* 15. September 1972 in Hounslow, London) ist ein britisch-irischer Komiker und Fernsehmoderator.

## Leben
Carr wurde 1972 als Sohn irischer Eltern aus Limerick geboren und wuchs im englischen Buckinghamshire auf. Er studierte Politik und Sozialwissenschaften in Cambridge. Anschließend arbeitete er in der Marketingabteilung des Ölkonzerns Shell. 1999 begann er, sein Geld mit Stand-Up-Auftritten zu verdienen. 2002 trat er in der Royal Variety Performance auf, außerdem nahm er erstmals am Edinburgh Festival teil. Dieser Auftritt führte zu einem Vertrag mit dem Fernsehsender Channel 4. In der Folge war er als Moderator der Panel-Show Distraction und der Game-Show Your Face or Mine? zu sehen sowie später als Moderator von 8 out of 10 Cats. Er ist regelmäßiger Gast der britischen Quizsendung QI (Quite Interesting). 2004 erschien seine erste DVD, Jimmy Carr: Live. Ab 2004 begann er, in den Vereinigten Staaten zu arbeiten. Dort wurde unter anderem eine amerikanische Version von Distraction für Comedy Central produziert, außerdem hatte er jeweils mehrere Auftritte in Late-Night-Shows von Conan O’Brien und Jay Leno.
Bei Erscheinen seiner dritten Solo-DVD Jimmy Carr: Comedian hatten die beiden Vorgänger sich rund 300.000-mal verkauft, bis zur vierten DVD wurden von den ersten drei etwa 650.000 Einheiten abgesetzt. Ende 2021 erschien sein Netflix-Special His Dark Material.
2012 wurde durch einen Artikel der Times bekannt, dass er eine bekannte legale Steuervermeidungsmethode benutzte. Daraufhin wurde er stark kritisiert, unter anderem vom damaligen britischen Premierminister David Cameron. Carr entschuldigte sich schließlich.

## Auftreten
Carr tritt für gewöhnlich glattrasiert, in Anzügen oder zumindest Sakko gekleidet und mit Seitenscheitel auf, was seine teils provokanten und beleidigenden Äußerungen auf der Bühne konterkariert. Seine Programme bestehen aus präzise vorgetragenen Witzen, von denen viele One-Liner sind, sowie aus Publikumsinteraktion.

## Auszeichnungen (Auswahl)
- British Comedy Awards - Best Live Stand Up (2006)
- Rose d’Or: Nominierung für beste Game Show (2006, Distraction)
- Rose d’Or: Nominierung für Best Presenter (2004, Distraction)
- Royal Television Society Award Winner: Best On-Screen Newcomer 2003

## DVDs
- 2004: Jimmy Carr: Live
- 2005: Comic Aid: Live And Uncut - A Benefit For The Asian Tsunami Appeal
- 2006: Jimmy Carr: Stand Up
- 2007: Jimmy Carr: Comedian
- 2008: Jimmy Carr: In Concert
- 2009: Jimmy Carr: Telling Jokes
- 2010: Jimmy Carr: Making People Laugh
- 2011: Jimmy Carr: Being Funny
- 2013: Jimmy Carr: Laughing and Joking
- 2016: Jimmy Carr: Funny Business